# Horaga celebica
Horaga celebica är en fjärilsart som beskrevs av Ribbe 1926. Horaga celebica ingår i släktet Horaga och familjen juvelvingar. Inga underarter finns listade i Catalogue of Life.